# 佩雷莫哈 (新烏克蘭卡區)
48°20′24″N 31°17′34″E / 48.34000°N 31.29278°E
佩雷莫哈（烏克蘭語：Перемога）是烏克蘭中部基洛夫格勒州新烏克蘭卡區皮什查尼布里德市鎮的村莊，面積1.25平方公里，海拔高度168米，2001年人口313，人口密度每平方公里250.4人。